# Арран (Кот-д’Ор)
Арра́н (фр. Arrans) — коммуна во Франции, находится в регионе Бургундия. Департамент коммуны — Кот-д’Ор. Входит в состав кантона Монбар. Округ коммуны — Монбар.
Код INSEE коммуны — 21025.

## Население
Население коммуны на 2010 год составляло 66 человек.
| 1962 | 1968 | 1975 | 1982 | 1990 | 1999 | 2010 |
| ---- | ---- | ---- | ---- | ---- | ---- | ---- |
| 95   | 71   | 62   | 85   | 86   | 82   | 66   |

## Экономика
В 2010 году среди 49 человек трудоспособного возраста (15—64 лет) 37 были экономически активными, 12 — неактивными (показатель активности — 75,5 %, в 1999 году было 74,1 %). Из 37 активных жителей работали 34 человека (20 мужчин и 14 женщин), безработных было 3 (2 мужчин и 1 женщина). Среди 12 неактивных 0 человек были учениками или студентами, 8 — пенсионерами, 4 были неактивными по другим причинам.